# メアリー・アーデンの農場

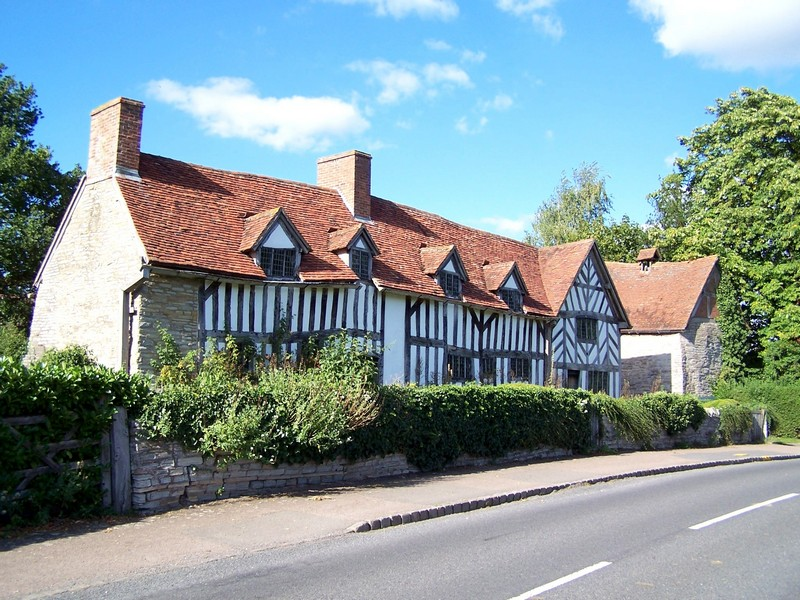
パーマーの農場。アーデン一家の隣人で友人だったアダム・パーマーの家だった

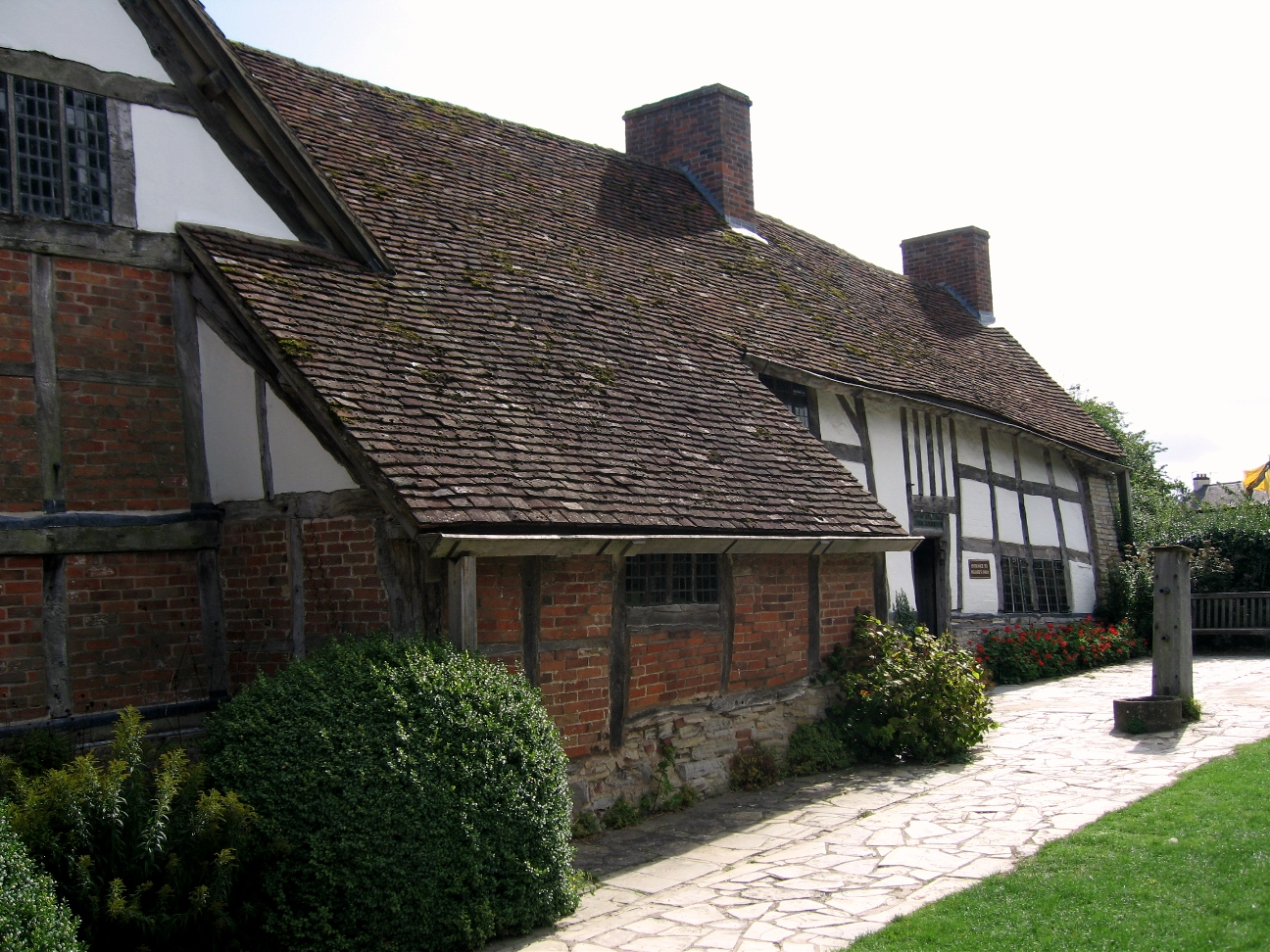
パーマーの農場

メアリー・アーデンの農場(Mary Arden's Farm)はメアリー・アーデンの家(Mary Arden's House)とも呼ばれており、エリザベス朝の劇作家ウィリアム・シェイクスピアの母メアリー・シェイクスピア(メアリー・アーデン)が所有していた農場である。ウィルムコート村にあり、ウィリアム・シェイクスピアの家があったストラットフォード・アポン・エイヴォンからは4キロほど離れている。メアリー・アーデンの農場は何世紀も農場として稼働していたため、現在も良い状態で保存されている。シェイクスピア・バースプレイス・トラストが1930年にこの家を購入し、テューダー朝ふうに改装した。
2000年に、「メアリー・アーデンの農場」として保存されていた建物は実は友人で隣人だったアダム・パーマーの家であったことがわかった。このため、「メアリー・アーデンの農場」と呼ばれていた建物は「パーマーの農場」に改名された。パーマーの農場のそばにあり、アーデン一家のものだった家は1968年にシェイクスピア・バースプレイス・トラストに買い上げられていたが、トラストはこの家の実際の来歴には全く気付いておらず、農場の庭などを保存する一環としてこの家を購入していた。この家はアーデン家のものであったことが判明する以前は「グリーブ農場」(Glebe Farm)という名前で呼ばれていた。メアリーの父であるロバートはウィルムコートの現在、メアリー・アーデンの農場が保存されているあたりに「アスビーズ」(Asbies)と呼ばれる地所を所用しており、1556年の遺言でこの地所をメアリーに残している。メアリーは1556年から1558年の間にジョン・シェイクスピアと結婚しており、結婚後は夫のジョンがこの地所を管理する責任を持っていたと考えられる。
ヴィクトリア朝のレンガが使われているにもかかわらず、この家は16世紀、とりわけ1573年頃の農場の生活を反映するものとして保存されている。農場では稀少種の動物が多数飼育されており、マンガリッツァ豚、タムワース豚、コッツウォルド羊、ロングホーン牛、バゴットやぎ、ゴールデン・ガーンジーやぎ、ガチョウ、ズキンハゲワシなどの猛禽もいる
。
現在はナッシュの家やホールズ・クロフト、ニュー・プレイスなどと同様シェイクスピア・バースプレイス・トラストの管理下にあり、チューダー朝の農場の生活を紹介する家族向けの博物館として一般公開されている。最寄り駅はウィルムコート駅で、ここから徒歩10分ほどかかる。ストラットフォード・アポン・エイヴォン市内から観光バスで行くこともできる。